# Prothoracibidion
Prothoracibidion är ett släkte av skalbaggar. Prothoracibidion ingår i familjen långhorningar.
Kladogram enligt Catalogue of Life:
| Prothoracibidion | \| \| Prothoracibidion flavozonatum \| \| \| \| \| \| Prothoracibidion plicatithorax \| \| \| \| \| \| Prothoracibidion xanthopterum \| \| \| \| |
|                  | \| \| Prothoracibidion flavozonatum \| \| \| \| \| \| Prothoracibidion plicatithorax \| \| \| \| \| \| Prothoracibidion xanthopterum \| \| \| \| |
|                  | Prothoracibidion flavozonatum |
|                  | |
|                  | Prothoracibidion plicatithorax |
|                  | |
|                  | Prothoracibidion xanthopterum |
|                  | |